# Sanel
Sanel ist ein männlicher Vorname. Das weibliche Pendant des Namens lautet Sanela. 
Der Vorname Sanel ist wahrscheinlich von dem bosnischen Wort „San“ abgeleitet, welches Traum bedeutet. Er ist in Bosnien und Herzegowina, Slowenien, Montenegro und Nordmazedonien verbreitet.

## Namensträger
- Sanel Beer (1886–1981), österreichisch-US-amerikanischer Arzt und Schriftsteller
- Sanel Ibrahimović (* 1987), bosnisch-herzegowinischer Fußballspieler
- Sanel Jahić (* 1981), bosnisch-herzegowinischer Fußballspieler
- Sanel Kapidžić (* 1990), dänisch-bosnischer Fußballspieler
- Sanel Kuljić (* 1977), österreichischer Fußballspieler
- Sanel Šehić (* 1984), slowenischer Fußballspieler